# 陳鴻漸 (景泰進士)
陳鴻漸，福建連江学前铺人，明朝政治人物、進士出身。

## 生平
景泰元年，福建庚午乡试中舉。景泰二年，登辛未科會試中進士，授刑部主事。